# Apteropeda ovulum
Apteropeda ovulum es un coleóptero de la familia Chrysomelidae. Fue descrita en 1807 por Illiger.